# Mac en Dick McDonald

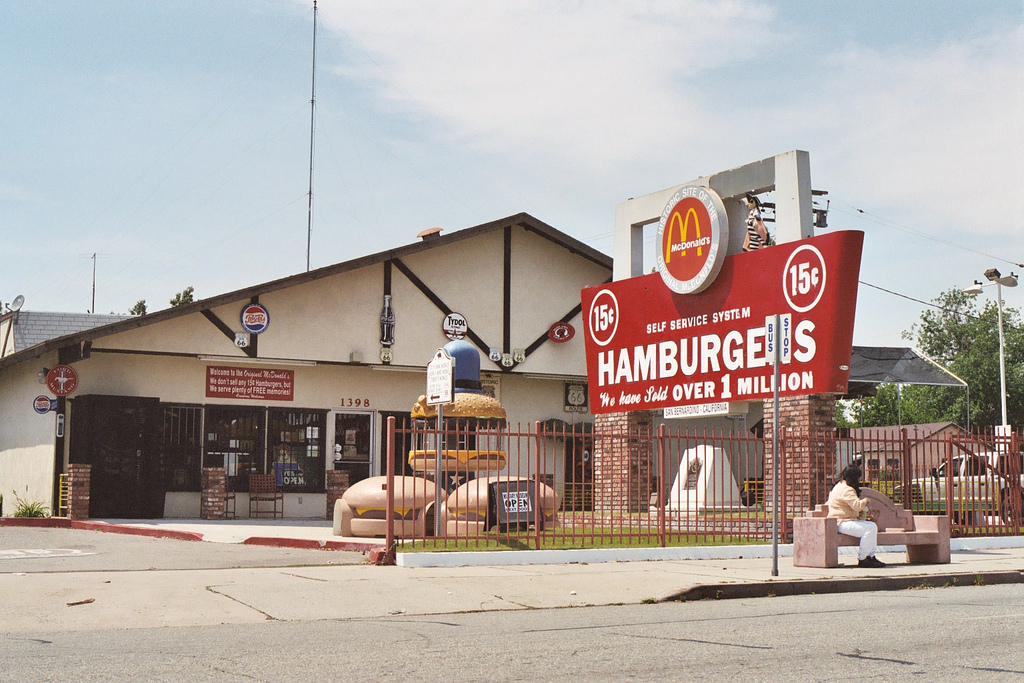
Eerste McDonalds te San Bernardino

Maurice "Mac" James McDonald (Manchester, New Hampshire, 26 november 1902 – Riverside, Californië, 11 december 1971) en Richard "Dick" James McDonald (Manchester, New Hampshire, 16 februari 1909 – Bedford, New Hampshire, 14 juli 1998) waren twee Amerikaanse fastfoodpioniers uit Manchester in New Hampshire. In 1940 openden ze het eerste McDonald's-restaurant in San Bernardino (Californië). In 1948 introduceerden ze het Speedee Service System.

## Geschiedenis
De broers begonnen met franchisen in 1953 in Phoenix (Arizona) met Neil Fox. In eerste instantie franchiseden de broers alleen het systeem en niet de naam en de sfeer van hun restaurant. Er wordt verteld dat Richard de zaak van Fox bezocht en tot zijn schrik een exacte kopie zag van zijn restaurant in San Bernardino, inclusief de naam "McDonald's". Toen hij Fox vroeg waarom deze hetzelfde ontwerp had aangehouden en het restaurant niet "Fox's" had genoemd, antwoordde Fox: "Waarom veranderen? Het is goed zoals het is."
Vanaf dat moment franchiseden de broers het gehele concept. Gefranchisede restaurants werden gebouwd volgens een standaardontwerp ontwikkeld door architect Stanley Clark Meston met daarin opgenomen de bekende gouden bogen. Deze waren aanvankelijk letterlijk twee bogen aan de voor- en achterzijde van het gebouw. De bogen waren voorzien van knipperende roze neonverlichting. Het tweede gefranchisede restaurant werd in 1953 geopend in Saginaw in Michigan. Het derde gefranchisede restaurant werd in hetzelfde jaar geopend in Downey (Californië) en is de oudste nog bestaande McDonald's. In 1954 volgden restaurants in Azusa, Pomona en Alhambra.
In 1954 raakte Ray Kroc, verkoper van milkshake-machines, geïnspireerd door het financiële succes van het concept van de broers en begon hij met de broers samen te werken. In 1955 werd de McDonald's Corporation opgericht. Het frustreerde Kroc dat de broers hun keten van slechts een handvol restaurants niet wensten uit te breiden. In 1961 kocht hij het bedrijf van de broers, die hiervoor $2,7 miljoen ontvingen. Hoewel Kroc McDonald's in een wereldwijde gigant veranderde, zijn de leidende principes grotendeels onveranderd gebleven ten opzichte van die waarmee de broers McDonald in 1948 waren gestart.
Het allereerste restaurant in San Bernardino werd in 1976 gesloopt. Op de locatie staat het hoofdkantoor van de restaurantketen Juan Pollo.

## Verfilming
In 2016 werd de geschiedenis van de gebroeders McDonald’s en hun gelijknamige bedrijf verfilmd in The Founder.